# كارولين كافا
كارولين كافا (بالإنجليزية: Caroline Kava)‏ (و. 1949  م) هي كاتبة سيناريو، ومنتجة أفلام، وممثلة تلفزيونية، وممثلة أفلام، ومخرجة أفلام، وممثلة مسرحية، ومونتيرة أمريكية، ولدت في شيكاغو.

## وصلات خارجية
- كارولين كافا على موقع IMDb (الإنجليزية)
- كارولين كافا على موقع ألو سيني (الفرنسية)
- كارولين كافا على موقع أول موفي (الإنجليزية)
- كارولين كافا على موقع قاعدة بيانات برودواي على الإنترنت (الإنجليزية)
- كارولين كافا على موقع قاعدة بيانات الأفلام السويدية (السويدية)
- كارولين كافا على موقع قاعدة بيانات الفيلم (الإنجليزية)
- كارولين كافا على موقع كينوبويسك (الروسية)